# Ejagham (langue)
Pour les articles homonymes, voir Ejagham.
L'ejagham (ou edjagam, ejagam, ejaham, ejwe, ekoi, etung, keaka, kwa, obang) est une langue bantoïde méridionale du groupe ekoïde parlée au Nigeria dans l'État de Cross River et au Cameroun, dans la Région du Sud-Ouest, le département du Manyu, l'arrondissement d'Eyumodjock, au sud de l'arrondissement de Mamfé, à l'ouest de la ville de Mamfé, par les populations Ejagham ou Ekoï.
Le nombre de locuteurs a été estimé à 116 700, dont 67 300 au Nigeria et 49 400 au Cameroun (2000).

## Écriture
Un alphabet ejagham a été développé par John R. Watters et Kathie Watters dans les années 1981.
| a | b | bh | ch | d | e | ə | f | g | gb | gh | i | j | k | kp | m | n | ny | ŋ | o | p | r | s | t | u | ʉ | w | y |